# كركدنيتية
الكركدنيتية (الاسم العلمي:Rhinoceroti) هي دون قبيلة من الحيوانات الثديية تتبع تحت قبيلة الكركدنينية من قبيلة الكركدناوية.

## أجناس الكركدنيتية
- الكركدن